# U-70 (1940)
U-70 — средняя немецкая подводная лодка типа VIIC времён Второй мировой войны.

## История
Заказ на постройку субмарины был отдан 30 мая 1938 года. Лодка была заложена 19 декабря 1939 года на верфи «Германиаверфт» в Киле под строительным номером 604, спущена на воду 12 октября 1940 года. Лодка вошла в строй 23 ноября 1940 года под командованием капитан-лейтенанта Иоакима Матца.

### Флотилии
- 23 ноября 1940 года - 31 января 1941 года - 7-я флотилия (учебная)
- 1 февраля 1941 года - 7 марта 1941 года - 7-я флотилия

### История службы
Лодка совершила один боевой поход. Потопила одно судно водоизмещением 820 брт, повредила 3 судна суммарным водоизмещением 20 484 брт. Потоплена 7 марта 1941 года к юго-востоку от Исландии, в районе с координатами 60°15′ с. ш. 14°00′ з. д. британскими корветами HMS Camellia и HMS Arbutus. 20 погибших, 25 членов экипажа спаслись.

## Потопленные суда
| Дата       | Тип            | Принадлежность | Дата            | Тоннаж (БРТ) | Груз       | Судьба    | Место                     |
| Göteborg   | грузовое судно | Швеция         | 26 февраля 1941 | 820          | сельдь     | потоплен  | 60°20′ с. ш. 18°10′ з. д. |
| Athelbeach | грузовое судно | Великобритания | 7 марта 1941    | 6 568        | в балласте | поврежден | 60°30′ с. ш. 13°30′ з. д. |
| Delilian   | грузовое судно | Великобритания | 7 марта 1941    | 6 423        |            | поврежден | 60°28′ с. ш. 13°38′ з. д. |
| Mijdrecht  | танкер         | Нидерланды     | 7 марта 1941    | 7 493        |            | поврежден | 60°31′ с. ш. 13°52′ з. д. |